# Antonina Matviyenko
Antonina Matviyenko (Антоніна Матвієнко) é uma cantora ucraniana. Ela é conhecida pelo seu timbre de voz e maneira de cantar.
Em 2006, Antonina tornou-se solista da orquestra de câmara "Kyiv Kamerata», onde a sua mãe cantava. Depois da primeira audição, um diretor artístico do conjunto brincou: «Matviyenko (Nina) foi demitida - Antonina foi aceita».